# Tic Tac Toe
Tic Tac Toe – niemieckie trio żeńskie, założone w 1995 roku w Zagłębiu Ruhry, wykonujące muzykę pop-rap. Zespół cieszył się największą popularnością w krajach niemieckojęzycznych, Holandii i Europie Wschodniej. W drugiej połowie lat 90. sprzedał kilka milionów płyt, zdobył kilka niemieckich nagród muzycznych i wylansował takie przeboje jak „Ich find’ dich scheiße”, „Verpiss’ dich” oraz „Warum?”. W wyniku skandali i problemów osobistych popularność Tic Tac Toe spadła i w 2001 grupa rozwiązała się. Powróciła w 2005 roku z przebojowym singlem „Spiegel”, lecz już w 2007 roku trio definitywnie zakończyło działalność.

## Skład
- Lee – Liane Claudia Wiegelmann, z domu Springer (ur. 29 lipca 1974 w Iserlohn), w zespole w latach 1995–2001 oraz 2005-2007
- Ricky – Ricarda Priscilla Nonyem Wältken (ur. 24 lutego 1978 w Dortmundzie), w zespole w latach 1995–1997 oraz 2005-2007
- Jazzy – Marlene Victoria Tackenberg (ur. 4 sierpnia 1975 w Gelsenkirchen), w zespole w latach 1995–2001 oraz 2005-2007
- Sara – Sara Brahms (ur. 24 lipca 1978 w Brighton), w zespole w latach 1998–2001

## Historia
Zespół utworzyły Lee (Liane Wiegelmann), Ricky (Ricarda Wältken) i Jazzy (Marlene Tackenberg), choć inicjatorką projektu była Claudia Wohlfromm, która wraz z partnerem Torstenem Börgerem pisała piosenki dla grupy i koordynowała jego karierę. Pierwszym singlem tria zostało nagranie „Ich find’ dich scheiße” w 1995 roku, które wywołało skandal w mediach przez niecenzuralny tytuł (pol. „Według mnie jesteś gównem”) i stało się dużym przebojem. Swój debiutancki album, zatytułowany po prostu Tic Tac Toe, zespół wydał w 1996 roku. Płyta dotarła do top 5 na listach sprzedaży i pokryła się wielokrotną platyną. Popularnością cieszyły się kolejne single: „Funky” oraz „Leck mich am A, B, Zeh”, który poruszał temat bezpiecznego seksu. Prawdziwym przebojem okazała się jednak piosenka „Verpiss’ dich” (pol. „Spierdalaj”), która została ich pierwszym singlem numer 1 w Niemczech i Szwajcarii.
W 1997 roku wydany został drugi album, zatytułowany Klappe die 2te. Osiągnął on jeszcze większy sukces niż poprzednia płyta, trafiając na pierwsze miejsca list sprzedaży i rozchodząc się w ponad milionowym nakładzie w samych Niemczech. Pierwszy singel, „Warum?”, dotarł na szczyty list przebojów i stał się największym hitem grupy. Opowiadał o przyjaciółce wokalistek, która zmarła wskutek przedawkowania narkotyków. Popularnością cieszył się również drugi singel, utrzymany w stylu reggae „Mr. Wichtig”. Szerokim echem odbiła się także piosenka „Bitte küss mich nicht”, opowiadająca o molestowaniu seksualnym.
Będąc u szczytu popularności, zespół stał się bohaterem licznych skandali. Okazało się, że oficjalna biografia zespołu została spreparowana, a wiek wokalistek zaniżony by pozyskać zainteresowanie nastoletniej publiczności. Rozgłosu dodawał też ich rzekomy konflikt z niemiecką raperką Sabriną Setlur. Następnie na jaw wyszło, że Lee jest mężatką, kiedy to jej mąż popełnił samobójstwo. Głośnym echem odbiła się również informacja, jakoby w przeszłości miała oddawać się prostytucji i zażywać narkotyki. Napięcie w zespole nasilało się, a media zaczęły rozpisywać się o problemach psychicznych Ricky. By naprawić wizerunek grupy, w listopadzie 1997 zorganizowano w Monachium konferencję prasową, na której zespół miał zdementować wszystkie plotki i zademonstrować zgodność. Konferencja przerodziła się jednak w publiczne stawianie zarzutów Ricky przez Lee i Jazzy. Dziewczyny zaczęły się kłócić, zarzucały sobie nawzajem kłamstwo i obrzucały wyzwiskami. W rezultacie płacząca Lee wybiegła z sali. Publiczność odwróciła się od zespołu i jego popularność drastycznie spadła. Niedługo po tym Ricky opuściła Tic Tac Toe i rozpoczęła karierę solową, wydając kilka singli, które spotkały się ze średnią popularnością.
Jazzy i Lee występowały przez jakiś czas we dwójkę, a następnie przyłączyła się do nich Sara Brahms. Razem występowały jako Sara @ Tic Tac Two i w 1999 roku wydały singel „Nie wieder”, który okazał się przebojem. W 2000 roku zespół, już pod oryginalną nazwą Tic Tac Toe, powrócił z albumem Ist der Ruf erst ruiniert..., z którego pochodził popularny singel „Isch liebe disch”. Sam album jednak nie okazał się dużym sukcesem komercyjnym, zwłaszcza w porównaniu z poprzednimi płytami. Pomimo dementowania plotek o rozpadzie, zespół zaprzestał działalności w 2001 roku.
W 2005 roku zespół wznowił działalność w oryginalnym składzie, kiedy to Ricky powróciła na miejsce Sary. Pod koniec roku wydały singel „Spiegel”, który osiągnął duży sukces, docierając do pierwszej dziesiątki w Niemczech, Austrii i Szwajcarii. Na początku 2006 roku ich poprzednia wytwórnia Sony Music wydała składankę z największymi przebojami, a miesiąc później ukazał się czwarty album zespołu, zatytułowany Comeback. Spotkał się on ze średnim zainteresowaniem, a drugi singel, „Keine Ahnung”, nawet nie wszedł na listy przebojów. Po niezbyt udanym tournée, zespół oficjalnie zakończył działalność w styczniu 2007.
W 2009 roku pojawiła się informacja, jakoby zespół miał powrócić z Sarą Brahms na miejscu Lee, która postanowiła na zawsze wycofać się z przemysłu muzycznego, w tamtym czasie pracując jako kasjerka w zoo w Kolonii. Zapowiadany powrót nie doszedł jednak do skutku. Jazzy sporadycznie wydawała solowe nagrania i udzieliła się w musicalu, a obecnie żyje z rodziną na południu Francji.

## Dyskografia

### Albumy studyjne
| Rok  | Tytuł                        | Pozycje na listach | Pozycje na listach | Pozycje na listach | Pozycje na listach | Pozycje na listach | Certyfikaty |
| Rok  | Tytuł                        | DE                 | AT                 | CH                 | NL                 | HU                 | Certyfikaty |
| ---- | ---------------------------- | ------------------ | ------------------ | ------------------ | ------------------ | ------------------ | --- |
| 1996 | Tic Tac Toe                  | 3                  | 3                  | 4                  | –                  | –                  | - Niemcy: 2 × platynowa płyta - Szwajcaria: 2 × platynowa płyta - Austria: platynowa płyta                       |
| 1997 | Klappe die 2te               | 1                  | 2                  | 1                  | 43                 | 27                 | - Niemcy: 2 × platynowa płyta - Szwajcaria: 2 × platynowa płyta - Austria: platynowa płyta - Polska: złota płyta |
| 2000 | Ist der Ruf erst ruiniert... | 34                 | 50                 | 92                 | –                  | –                  | |
| 2006 | Comeback                     | 25                 | 26                 | 43                 | –                  | –                  | |

### Kompilacje
| Rok  | Tytuł       | Pozycje na listach | Pozycje na listach |
| Rok  | Tytuł       | DE                 | AT                 |
| ---- | ----------- | ------------------ | ------------------ |
| 2006 | The Best Of | 51                 | 35                 |

### Single
| Rok  | Tytuł                             | Pozycje na listach | Pozycje na listach | Pozycje na listach | Pozycje na listach | Album                        |
| Rok  | Tytuł                             | DE                 | AT                 | CH                 | NL                 | Album                        |
| ---- | --------------------------------- | ------------------ | ------------------ | ------------------ | ------------------ | ---------------------------- |
| 1995 | „Ich find’ dich scheiße”          | 3                  | 4                  | 6                  | 38                 | Tic Tac Toe                  |
| 1996 | „Funky”                           | 14                 | 13                 | 9                  | –                  | Tic Tac Toe                  |
| 1996 | „Leck mich am A, B, Zeh”          | 21                 | –                  | 18                 | –                  | Tic Tac Toe                  |
| 1996 | „Verpiss’ dich”                   | 1                  | 3                  | 1                  | –                  | Tic Tac Toe                  |
| 1997 | „Warum?”                          | 1                  | 1                  | 1                  | 5                  | Klappe die 2te               |
| 1997 | „Mr. Wichtig”                     | 6                  | 6                  | 10                 | –                  | Klappe die 2te               |
| 1997 | „Ich wär’ so gern so blöd wie du” | 32                 | 33                 | –                  | –                  | Klappe die 2te               |
| 1997 | „Bitte küss’ mich nicht”          | 47                 | –                  | –                  | –                  | Klappe die 2te               |
| 1999 | „Nie wieder” (Sara @ Tic Tac Two) | 4                  | 4                  | 4                  | –                  | Spiesserparadies (Sara)      |
| 2000 | „Ist der Ruf erst ruiniert...”    | 27                 | –                  | –                  | –                  | Ist der Ruf erst ruiniert... |
| 2000 | „Isch liebe disch”                | 11                 | 6                  | 38                 | –                  | Ist der Ruf erst ruiniert... |
| 2000 | „Morgen ist heute schon gestern”  | 96                 | –                  | –                  | –                  | Ist der Ruf erst ruiniert... |
| 2005 | „Spiegel”                         | 7                  | 7                  | 10                 | –                  | Comeback                     |
| 2006 | „Keine Ahnung”                    | –                  | –                  | –                  | –                  | Comeback                     |